# Johannes Bobrowski

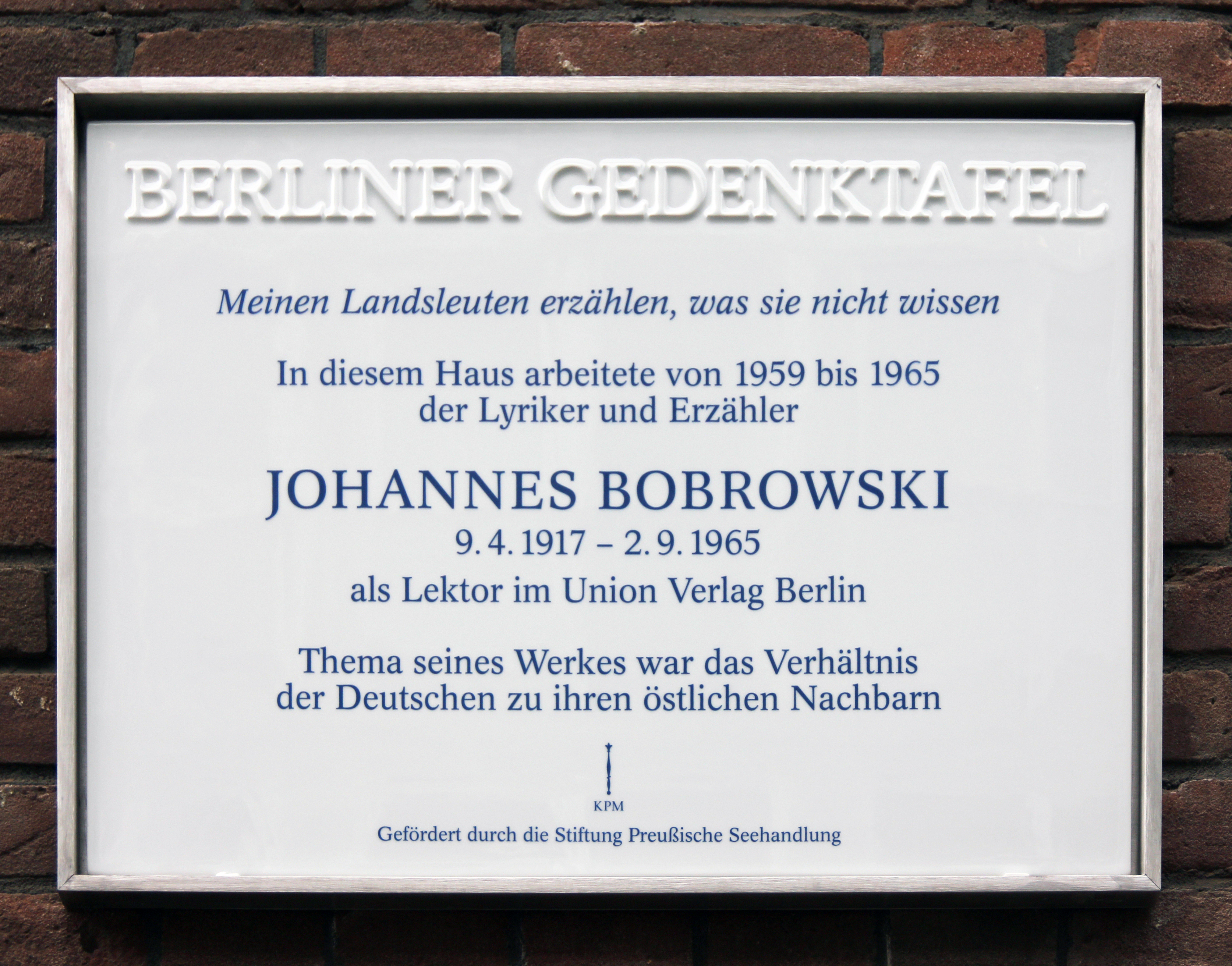

Johannes Bobrowski (Tilsit, 9 april 1917 - Berlijn, 2 september 1965), voluit Johannes Konrad Bernhard Bobrowski, was een Duitse dichter en verteller.

## Leven
Johannes Bobrowski kwam uit een baptistisch, nationalistisch conservatief gezin. Zijn vader had een loopbaan bij het bestuur van het spoor (de Reichsbahn). In 1925 verhuisde het gezin naar Rastenburg (het tegenwoordige Kętrzyn) en in 1928 naar Koningsbergen (het tegenwoordige Kaliningrad). Daar bezocht hij het humanistische stedelijke gymnasium Altstadt-Kneiphof. Invloedrijk op het latere werk werden zijn jaarlijkse zomervakanties bij verwanten aan de Memel, die door de oude gemengde cultuur van Pruisen en Litouwen gevormd was. Na zijn eindexamen in 1937 werd hij opgeroepen voor een tweejarige dienstplicht, terwijl zijn ouders en jongere zus naar Berlijn verhuisden. Bobrowski wilde daar later een opleiding kunstgeschiedenis volgen. Net als de andere leden van het gezin trad hij in 1935 toe tot de Bekennende Kirche. Bobrowski nam als Gefreiter (korporaal) in een berichtgevingsregiment aan de gehele Tweede Wereldoorlog deel (overval op Polen, Frankrijk, Sovjet-Unie). Einde 1941 kon hij een semester lang kunstgeschiedenis studeren. Lidmaatschap van de NSDAP, die hem een langere studie mogelijk had gemaakt, sloeg hij af. Zijn eerste gedichten verschenen in 1944 in het tijdschrift Das Innere Reich. Van 1945 tot 1949 was hij als krijgsgevangene werkzaam in de kolenmijnbouw onder andere bij de Don. 
Nadat hij vrijkwam uit krijgsgevangenschap leefde hij tot zijn dood in Berlijn-Friedrichshagen (Oost-Berlijn). Hij was als lector in Oost-Berlijn werkzaam, eerst voor de Altberliner Verlag Lucie Groszer, een uitgeverij voor kinderboeken, vanaf 1959 als lector voor Bellettrie voor de Union Verlag. In het door Peter Huchel geleide tijdschrift Sinn und Form verschenen in 1955 zijn eerste gedichten sinds 1944. Verdere publicaties in meest West-Duitse tijdschriften volgden, maar inspanningen om een eigen boek met gedichten uit te geven, bleven vergeefs. Pas in 1961 verscheen bij de Deutschen Verlags Anstalt Stuttgart zijn eerste band met gedichten Sarmatische Zeit (Sarmatische tijd), die kort daarna ook in de DDR werd gepubliceerd. Ook latere publicaties van Bobrowski - zoals zijn tweede band met gedichten Schattenland Ströme(Stromen schaduwland), als zijn romans verschenen zowel in West- als Oost-Duitsland. Bobrowski zag zich steeds als Duitse dichter, die een scheiding tussen West- en Oost-Duitse literatuur verwierp. Ik ben, naar mijn mening, een Duitse schrijver. Zoals enige van mijn vrienden in West-Duitsland, West-Berlijn of Frankrijk Duitse schrijvers zijn.
Vanaf 1960 nam hij deel aan de bijeenkomsten van Gruppe 47. In oktober 1962 won hij, waar Polen, hun prijs, waardoor hij in Duitsland en ook internationaal bekend werd. Tot de gevolgen van zijn bekendheid en dat hij zich in Oost- en West-Duitsland en in hun literaturen vrij kon bewegen, hoorde ook dat hij in die laatste jaren door de Stasi geobserveerd werd. In 1963 werd hij lid van het "Deutschen Schriftstellersverband" van de DDR, iets wat hij tot dan toe had vermeden.
Op 2 september 1965 overleed Bobrowski aan de gevolgen van een darmdoorbraak. Hij werd op het Christophoruskerkhof in Friederichshagen bijgezet. Het is vandaag een ere-graf van de stad Berlijn.

## Werk
In het werk van Bobrowski komen bekendheid met het landschap en met de Duitse, Baltische en Slavische talen, culturen en mythen bijeen. Hij gaf op verschillende plaatsen aan dat de geschiedenis van Duitse en Oost-Europese volken een algemeen thema was van zijn werk, "omdat ik bij de Memel opgegroeid ben, waar Polen, Litauers, Russen, Duitsers samenleefden en bij hen allen het Jodendom." Een lange geschiedenis van ongeluk en schuld, sinds de dagen van de Duitse Orde, waarin mijn volk te boek staat.
Bobrowski wendt zich in zijn dichtkunst vaak aan collega-dichters en kunstenaars, met wier levensomstandigheden en scheppen hij in de vorm van een dialoog zijn eigen werk probeert te rechtvaardigen. Zijn gedichten hebben de door Friedrich Hölderlin en 
Georg Trakl geschoolde elementaire natuurweergave. Ook hebben zij van de Oden van Friedrich Gottlieb Klopstock de ritmisch klankrijke suggestiviteit. Ze zijn meest rijmloos en zonder vast metrum. Het werk gaat vaak over het Midden-Europese landschap tussen Oostzee en Zwarte zee, waarvan uit persoonlijk en historisch verleden ook de Duitse oorlogsmisdaden in herinnering worden gebracht.
Gesproken wordt uit de elementaire ervaringen van het verlies van vaderland, vluchtelingschap, vreemdeling zijn, die alleen literair voor een moment overwonnen kan worden. Kritisch denken over de Duitse schuld staat in een gespannen verhouding tegenover het verlies van de Oost-Pruisische kinderwereld.
- Biblioteca Nacional de España: XX859923
- Bibliothèque nationale de France: cb120957682 (data)
- Catàleg d'autoritats de noms i títols de Catalunya: 981058516594906706
- CiNii: DA01813310
- Digitale Bibliotheek voor de Nederlandse Letteren: bobr001
- Gemeinsame Normdatei: 118512161
- International Standard Name Identifier: 0000 0000 8105 473X
- Library of Congress Control Number: n50008621
- Nationale Bibliotheek van Letland: 000122562
- MusicBrainz: 82f901ac-cc54-401a-901c-8dff4cc6dd31
- Bibliotheek van het Japanse parlement: 00433645
- Nationale Bibliotheek van Tsjechië: jn20000700193
- Nationale Bibliotheek van Israël: 987007303437305171
- Nationale Bibliotheek van Polen: a0000001185717
- Nederlandse Thesaurus van Auteursnamen: 068418825
- RKD-Nederlands Instituut voor Kunstgeschiedenis: 346279
- LIBRIS: 269534
- SNAC: w6r25795
- Système universitaire de documentation: 029302463
- Trove: 794046
- Virtual International Authority File: 27093976
- WorldCat: E39PBJpDVtQqT44xkhGdDvmmVC